# Reference 57260
江詩丹頓 Reference 57260是一款极其复杂的怀表，有57种功能.这款表2015年由江诗丹顿公司组装并推出。据这家公司称，这是在Patek Philippe Calibre 89推出后的最复杂的机械怀表，其拥有33种功能。这款手表花费了八年时间来组装。这枚手表拥有2826枚部件和31个指针，其重量為957克、直径為98毫米。
Reference 57260是江诗丹顿的定制怀表产品，无比的复杂。这个系列包括詹姆斯·W·帕卡德的三问怀表（1918），这款表在2011年6月15日的纽约佳士得拍卖会上拍出了1,763,000美元的高价。而福阿德一世的No. 402833怀表(1929)，是列位于拍卖会上拍出最贵的表名单的，2005年4月3日，它在日内瓦拍出了3,306,250瑞士法郎。此外，在1946年，江诗丹顿曾为福阿德一世的继承人法鲁克一世制造过一枚客制化的怀表，而1948年，公司也为法国的居伊·德·布瓦鲁夫雷公爵（Guy de Boisrouvray）定制过一枚怀表。

## 售价
具体售价是由公司和客户协商决定的，并未公布过；但是，很多来源估计售价超过一百万美元。这枚表是为一个客户制造的，他的个人信息是个机密，而只被描述成“一个主要的表类收藏家”

## 技术规格
| - 编号: 57260/000G-B046 - 材质: 人造白金 - 直径: 98 mm - 厚度: 50.55 mm - 口径: 3750 - 对径: 72 mm | - 厚度: 36 mm - 零件数: 超过2,800 - 珠宝数: 242 - 频率: 2.5Hz / 每小时18,000震 - 动力存储: 60 小时 - 功能数: 57 |

## 五十七大功能
| 1. 时、分、秒、平均太阳时（规律） 2. 三轴陀飞轮 3. 球状平衡弹簧陀飞轮调节器 4. 12小时时区、第二时分时区 5. 对于每个时区的24个城市的显示 6. 12个时区的日/夜显示 1. 格里高利万年历 2. 格里高利日期名称 3. 格里高利月份名称 4. 格里高利日期飞返 5. 闰年和四年一润显示 6. 当周日数显示（ISO 8601日历） 7. 周数显示（ISO 8601日历） 1. 希伯来万年历及其十九年循环 2. 希伯来日数 3. 希伯来月名 4. 希伯来日期 5. 世俗希伯来日历 6. 希伯来年、十年纪、世纪 7. 希伯来年的长度（12或13月） 8. 黄金数 （十九年） 1. 季节、春秋分、冬夏至、黄道位置（由太阳位置显示） 2. 星图（所有者城市的） 3. 恒星时小时 4. 恒星时分钟 5. 均時差 6. 日出时间（所有者城市的） 7. 日落时间（所有者城市的） 8. 日长（所有者城市的） 9. 夜长（所有者城市的） | 1. 月相和月龄（每1027年需矫正一次） 1. 赎罪日日期 1. 倒计时秒表（一表盘） 2. 倒计时追针秒表（一表盘） 3. 计小时器（一表盘） 4. 计分钟器 1. 自带闹铃和渐鸣闹钟 2. 闹钟/静音指示器 3. 选择正常闹铃或钟琴闹铃指示器 4. 闹铃机制及钟琴报时机制 5. 可选择大自鸣或小自鸣闹钟 6. 闹铃动力储存指示 7. 当闹铃发条完全松开时，系统会脱离报时机构 1. 五锣五音锤的威斯特敏斯特报时组钟 2. 大自鸣报时 3. 小自鸣报时 4. 三问 5. 夜间停止报时（晚十点至早八点） 6. 完全上弦后自动断开表冠的连接 7. 大自鸣/小自鸣指示 8. 静音/报时/夜间模式指示 1. 发条剩余动力指示 2. 打点报时剩余动力指示 3. 上发条表冠位置指示 4. 双上链系统 5. 双位置和方向的时间设置 6. 秘密机械（开启闹铃按钮） |

## 其他复杂的怀表
- Patek Philippe Calibre 89（英语：Patek Philippe Calibre 89） (1989) — 33 大功能
- Patek Philippe Henry Graves Supercomplication（英语：Patek Philippe Henry Graves Supercomplication） (1933) — 24 大功能

## 扩展链接
- 官方网站
- YouTube上的REFERENCE 57260 - The Most Complicated Watch Ever Made - Vacheron Constantin
- YouTube上的Vacheron Constantin Presents The World's Most Complicated Watch (Ever), Ref. 57260